# Burrill Crohn
Burrill Bernard Crohn (Manhattan (New York) 13 juni 1884 - 29 juli 1983) was een Amerikaanse arts die zich had gespecialiseerd in de gastro-enterologie. 
Hij kwam uit een Joods-Duits gezin met twaalf kinderen. Na zijn studie geneeskunde en chirurgie aan de Columbia University's College vervolgde hij zijn opleiding onder begeleiding van dr. E. Libman in het Mount Sinai Hospital.
In 1932 worden de ziekteverschijnselen van enteritis regionalis (lokale ontsteking van de darm) beschreven in het JAMA (Journal of the American Medical Association) door Dr. Oppenheimer, Dr. Ginzburg en Burrill Crohn, die op dat tijdstip nog assistent is. In het artikel worden de namen van de onderzoekers op alfabet weergegeven, waardoor Burrill B. Crohn als eerste wordt genoemd en de ziekte van Crohn naar hem wordt vernoemd.
In 1935 werd Burrill B. Crohn gekozen tot president van de American Gastro-Enterological Association. Hij overleed in 1983 op 99-jarige leeftijd.